# Häxsabbaten
Häxsabbaten (spanska: El aquelarre) är en oljemålning av den spanske konstnären Francisco de Goya från 1797–1798. Den ingår i Museo Lázaro Galdianos samlingar i Madrid.
Det här är en av sex målningar med trolldomsmotiv som hertigen och hertiginnan av Osuna beställde 1798 till sitt lantgods i Alameda de Osuna i Barajas utanför Madrid. Från omkring 1930 ägdes tavlan av finansmannen och publicisten José Lázaro Galdiano som vid sin död 1947 testamenterade sin konstsamling till spanska staten. 
Målningen visar en häxsabbat där djävulen, i form av en kransprydd getabock, är omgiven av ett flertal häxor. Paret Osuna tillhörde den upplysta liberala eliten och syftet med målningarna var att kritisera vidskeplighet och indirekt den alltjämt starka inkvisitionen i Spanien.   

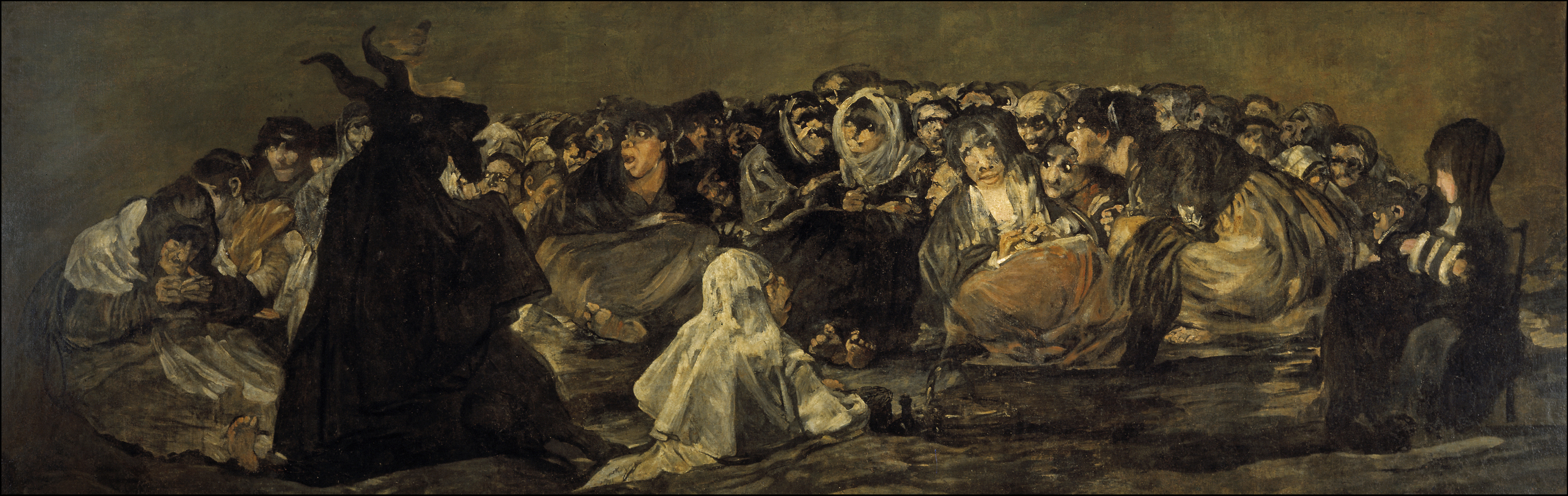
Goyas Den store geten eller Häxsabbaten, en av de svarta målningarna, målades 1820–1823 och är 140,5 cm hög och 436 cm bred.

Goya återkom till detta motiv 1820–1823 när han, helt isolerad och utan potentiella köpare, målade De svarta målningarna (Pinturas negras) på väggarna i "Den döves hus" (Quinta del Sordo) i Carabanchel. Det var egentligen den tidigare ägaren som givit huset dess namn. Men även den 72-årige Goya var döv och därtill ensam och desillusionerad efter alla krig som drabbat Spanien. En av de 14 svarta målningarna benämns av konsthistoriker, Goya själv namngav aldrig dessa målningar, som Häxsabbaten eller Den store geten. År 1874, flera år efter Goyas död 1828, monterades målningarna ner från väggarna i Den döves hus. Sedan 1881 har de ingått i Pradomuseets samlingar i Madrid.

## Relaterade målningar

Paret Osunas övriga fem Goya-målningar från 1798 med trolldomsmotiv
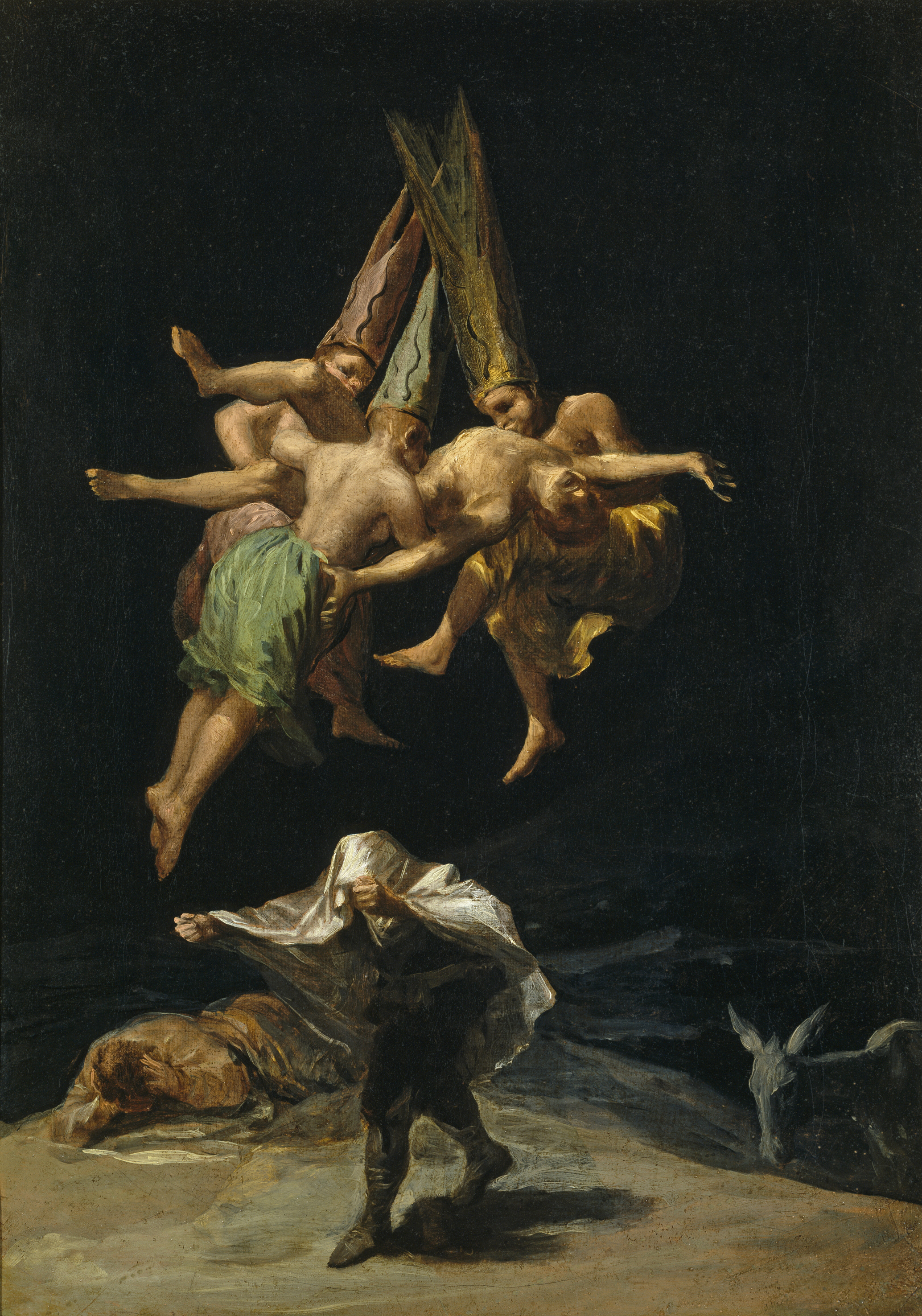
Vuelo de Brujas (43,5 cm x 30,5 cm), Pradomuseet.
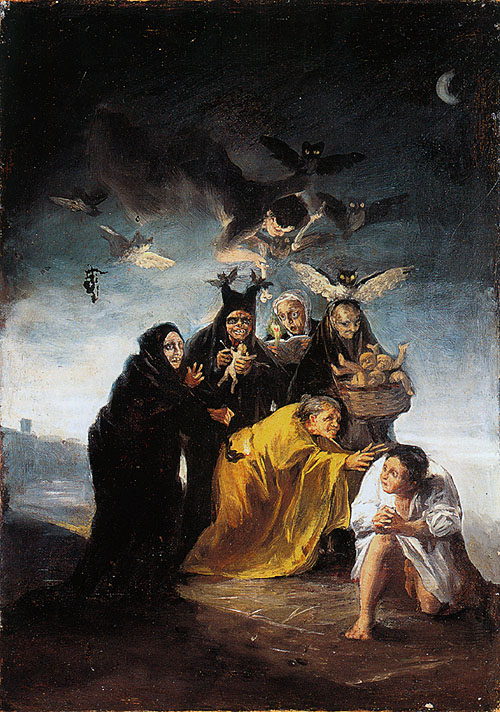
El Conjuro o Las Brujas (43 x 30 cm), Museo Lázaro Galdiano.
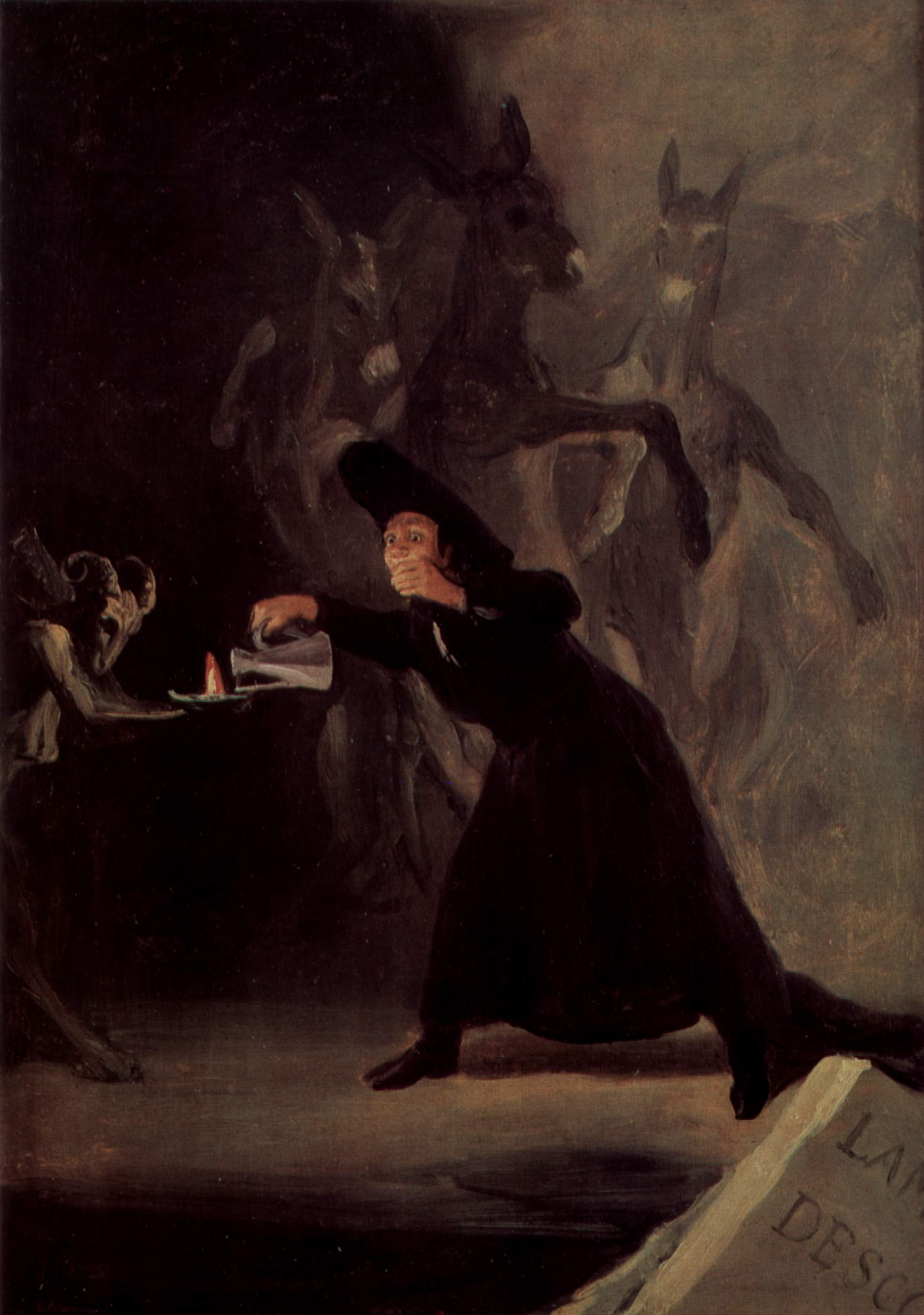
El hechizado por la fuerza (42,5 x 31 cm), National Gallery.
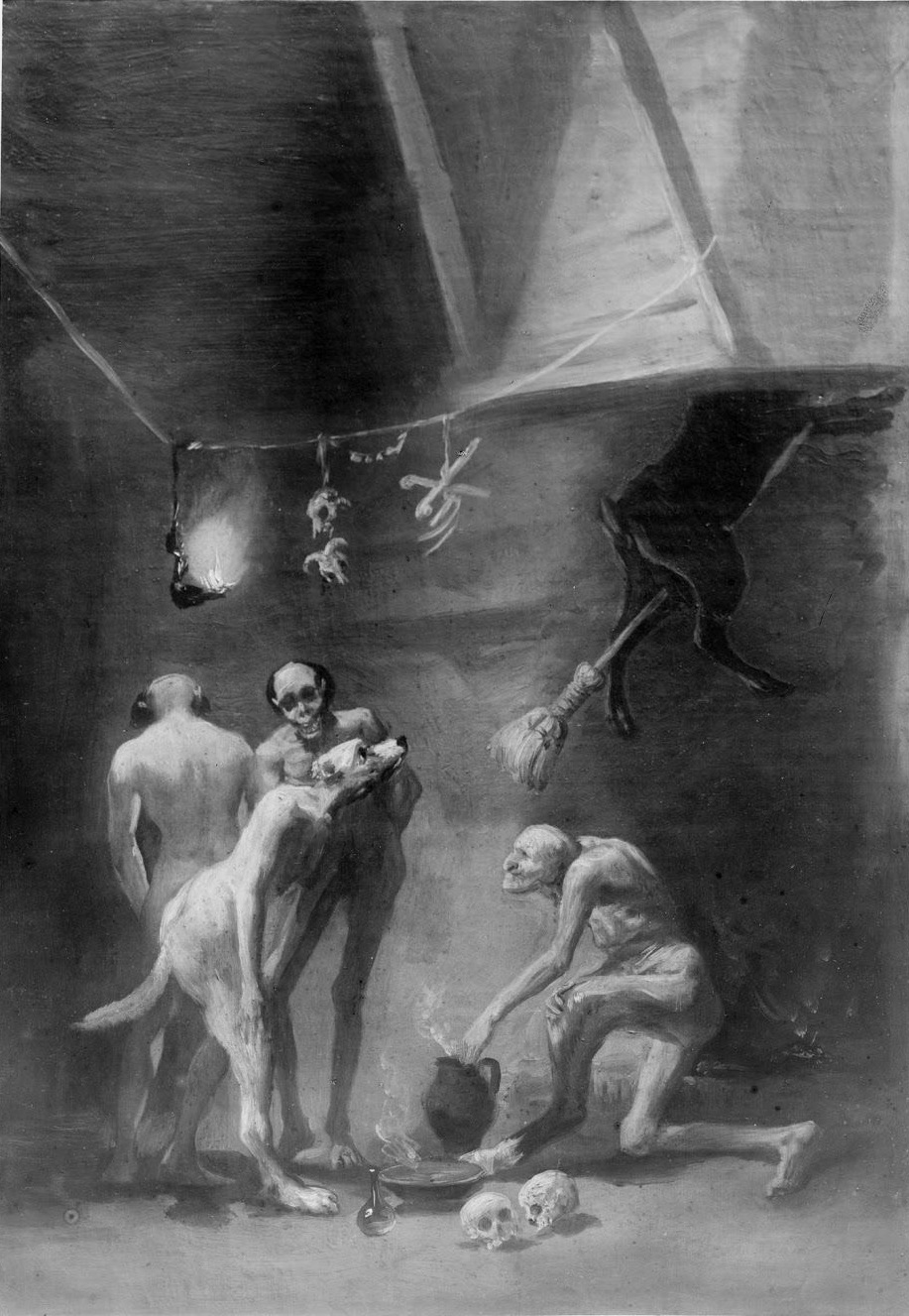
La cocina de los brujos i privat ägo.
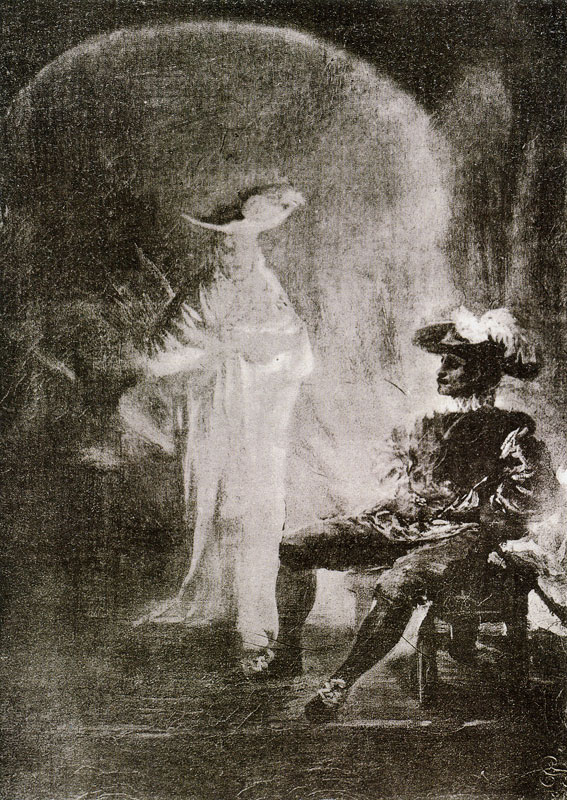
El convidado de piedra.